# Breitenwang
Breitenwang är en ort och kommun i distriktet Reutte i förbundslandet Tyrolen i Österrike. Kommunen har 1 453 invånare (2024).

## Sport
Breitenwang är en skidort, och här avgjordes bland annat juniorvärldsmästerskapen i nordisk skidsport 1994.